# Fujimino
Fujimino (jap. ふじみ野市 Fujimino-shi) – miasto w Japonii, w prefekturze Saitama, na wyspie Honsiu. Ma powierzchnię 14,64 km². W 2020 r. mieszkało w nim 113 640 osób, w 49 299 gospodarstwach domowych  (w 2010 r. 105 812 osób, w 42 738 gospodarstwach domowych).
Miasto zostało utworzone w 2005 roku z połączenia miast: Kamifukuoka i Ōi.